# Marí de Tir
Marí de Tir (en llatí Marinus, en grec antic Μαρῖνος) fou un geògraf grec natural de Tir que vivia a la meitat del segle ii.
Va ser el predecessor immediat de Claudi Ptolemeu, que l'esmenta sovint. Va ser sens dubte el fundador de la matemàtica geogràfica; el mateix Ptolemeu diu que havia basat la seva obra completament en la de Marí. El principal mèrit de l'obra de Marí va ser la d'assignar les posicions dels llocs mitjançant la determinació d'una longitud i una latitud. Va dibuixar mapes i per tal d'obtenir la màxima precisió possible, va estudiar acuradament les obres dels seus predecessors, els diaris dels viatgers, i cadascuna de les fonts disponibles.
Va millorar molt la seva obra geogràfica en una segona edició, i l'estava millorant encara més per una tercera edició quan va morir.